# Oratorio di Sant'Eurosia (Domanins)
L'Oratorio di Sant'Eurosia è un piccolo Oratorio del paese di Domanins, frazione del comune di San Giorgio della Richinvelda.

## Storia
La facciata fu progettata dall'architetto Giovanni Antonio Pilacorte, come anche vari affreschi della volta. Inoltre sulla sommità vi è una bifora con una campana realizzata nel 1626.